# Geoffrey Dinsdale
Geoffrey Dinsdale (24 de julio de 1942) es un deportista británico que compitió en piragüismo en la modalidad de eslalon. Ganó una medalla de bronce en el Campeonato Mundial de Piragüismo en Eslalon de 1963, en la prueba de F1 por equipos.

## Palmarés internacional
| Campeonato Mundial | Campeonato Mundial | Campeonato Mundial | Campeonato Mundial |
| Año                | Lugar              | Medalla            | Competición        |
| ------------------ | ------------------ | ------------------ | ------------------ |
| 1963               | Spittal (Austria)  | Medalla de bronce  | F1 por equipos     |